# ماكس توماس (لاعب جمباز)
ماكس توماس (بالإنجليزية: Max Thomas)‏ هو لاعب جمباز أمريكي، ولد في 24 مارس 1874، وتوفي في 3 يونيو 1929 في سانت لويس في الولايات المتحدة.

## وصلات خارجية
- ماكس توماس على موقع أوليمبيديا (الإنجليزية)